# كتاب عهدي

النجمة ذات التسع أضلاع - أحد الرموز البهائية

يُعدّ كتابُ عهدي وصية بهاء الله (مؤسس وشارع الدين البهائي). كتبه بخط يده في أواخر أيام حياته عام 1892. ذكر محمد علي فيضي في كتابه «حضرت بهاء الله»، بأن الهدف من كتابة الوصية هو منع الجدال والانقسام والطائفية في الدين البهائي، وإتمام الحجة على الجميع. عيّن بهاءالله بنصٍ مكتوبٍ وواضحٍ، ابنه الأكبر عبدالبهاء، خليفةً له، ومركزًا للعهد والميثاق، ومرجعًا للبهائيين من بعده.

## نبذة
في صبيحة اليوم التاسع من وفاة بهاء الله، تم تلاوة «كتابُ عهدي» بين تسعة شهودٍ اُختيروا من أصحاب بهاءالله وأهله. وفي مساء ذلك اليوم، أُعيد قراءة الوصية في تجمعٍ أكبرٍ في الروضة المباركة (مكان دفن بهاءالله). نصّ بهاءالله في وصيته ميثاقًا يتكون من تعليمات بهاءالله ونصائحه لأتباعه كتبه بخط يده، وأمرهم فيه أن يتوجهوا من بعده إلى ابنه الأكبر عبد البهاء للهداية والإرشاد، وأن يتبعوه بعد وفاته. ونصّت الوصيّة على أن يكون ميرزا محمد علي، الابن الثاني لبهاء الله، تابعا لعبد البهاء وأنه جاء في المرتبة الثانية بعد عبد البهاء. وبذلك أصبح عبد البهاء وليًا للدين البهائي، وهو الوحيد الذي أنيطت إليه صلاحية ومسؤولية تفسير نصوص وكتابات بهاءالله.
في «كتابُ عهدي»، بالإضافة إلى موضوع الخلافة والعهد الإلهي، يُعلن بهاء الله بأن الغرض من نزول الآيات هو القضاء على العداوة والوصول إلى الوحدة والسلام بين الناس، وكذلك ينهى عن الفتنة والنزاع والجدال، وينصح أتباعه بعدم جعل دين الله سببًا للعداوة والاختلاف، لأن الدين الإلهي جاء للمحبة والألفة بين القلوب. في هذا الكتاب يؤكّد بهاءالله أيضًا على اكتساب الفضائل الأخلاقية مثل التقوى والأعمال الطاهرة، ويحثّ على احترام أتباع جميع الأديان، والسعي لتحقيق الوحدة والمحبة. يذكر بهاءالله في وصيته العلماء والأمراء في الدين البهائي، والمقصود بهم كما وضّح شوقي أفندي أيادي أمر الله، والمؤسسات الانتخابية أي المحافل الروحانية وبيت العدل الأعظم. في نهاية «كتابُ عهدي»، يطلب بهاءالله من أتباعه أن يقوموا على خدمة الأمم وإصلاح العالم.

## روابط خارجية
- الموقع الرسمي للمكتبة البهائية العربية
- الموقع الرسمي للدين البهائي